# Coryphantha elephantidens
Coryphantha elephantidens là một loài thực vật có hoa trong họ Cactaceae. Loài này được (Lem.) Lem. mô tả khoa học đầu tiên năm 1868.

## Hình ảnh

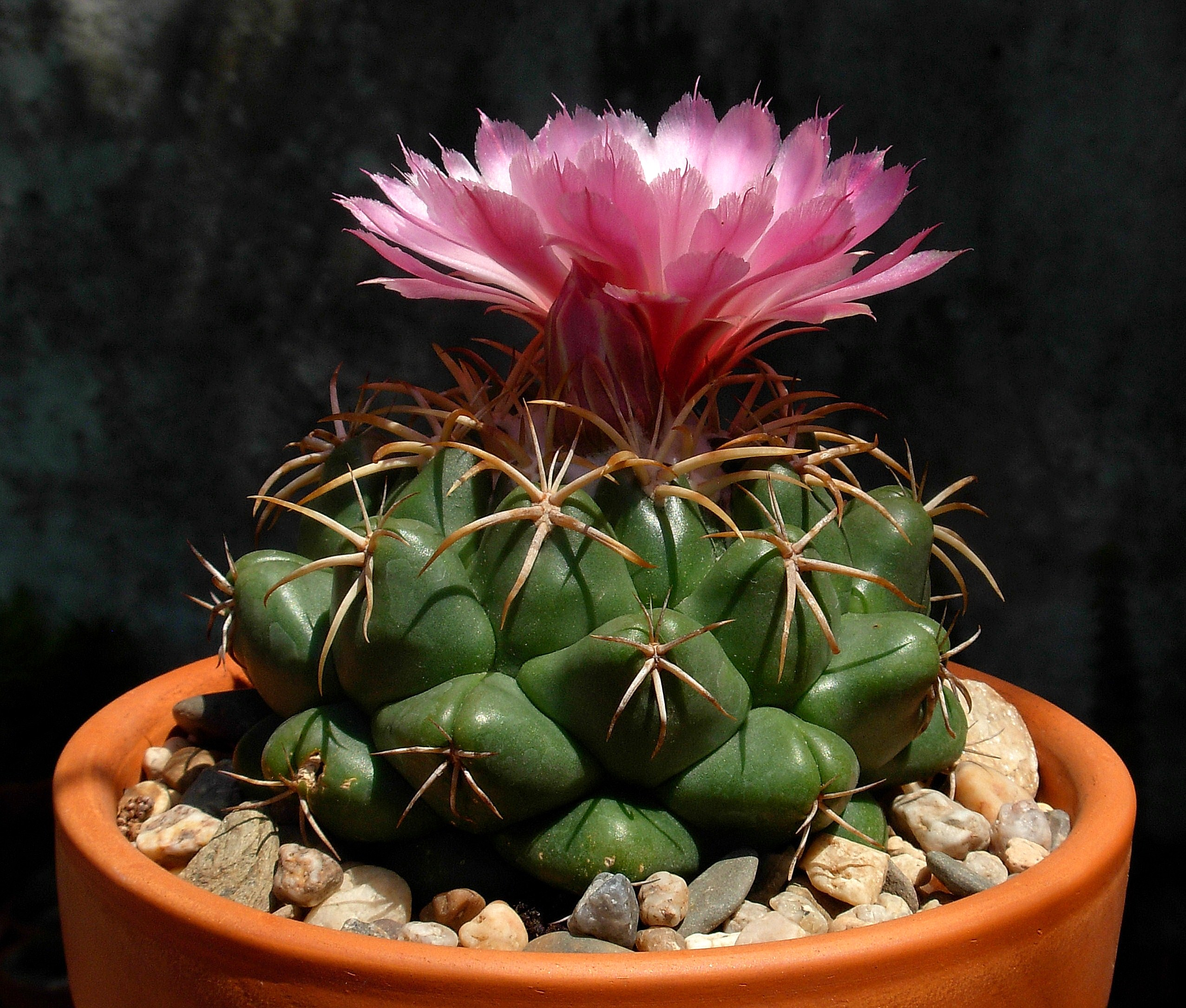
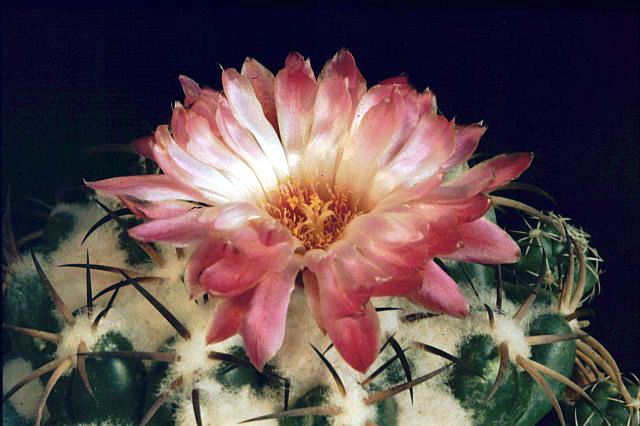
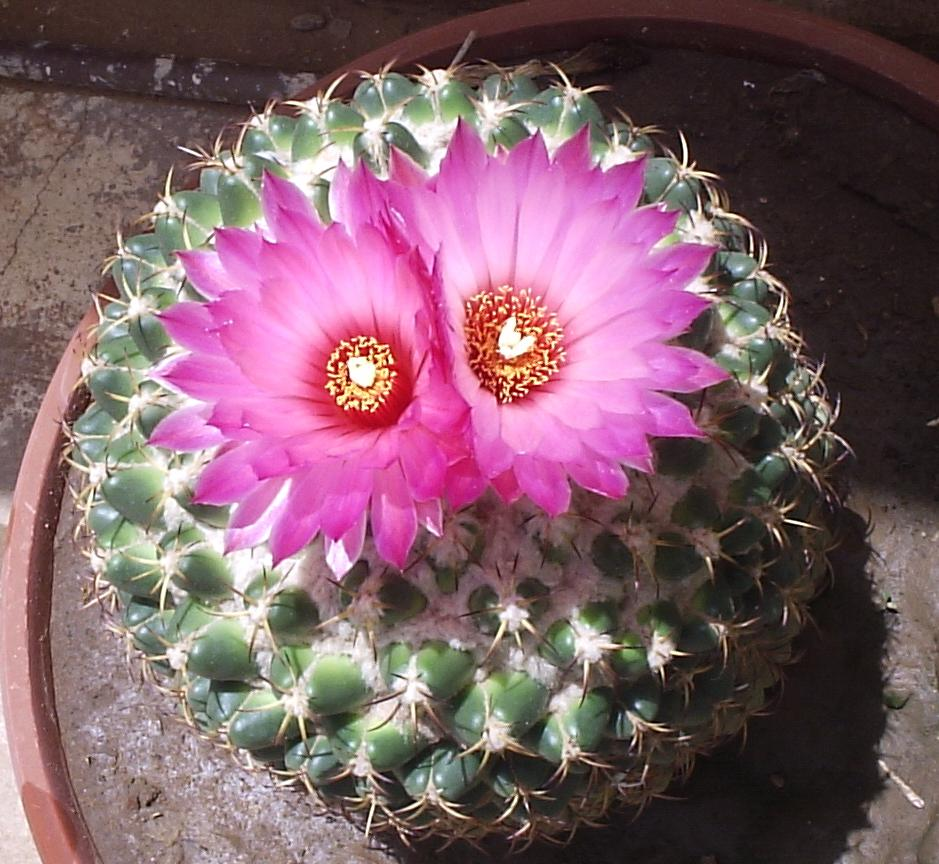
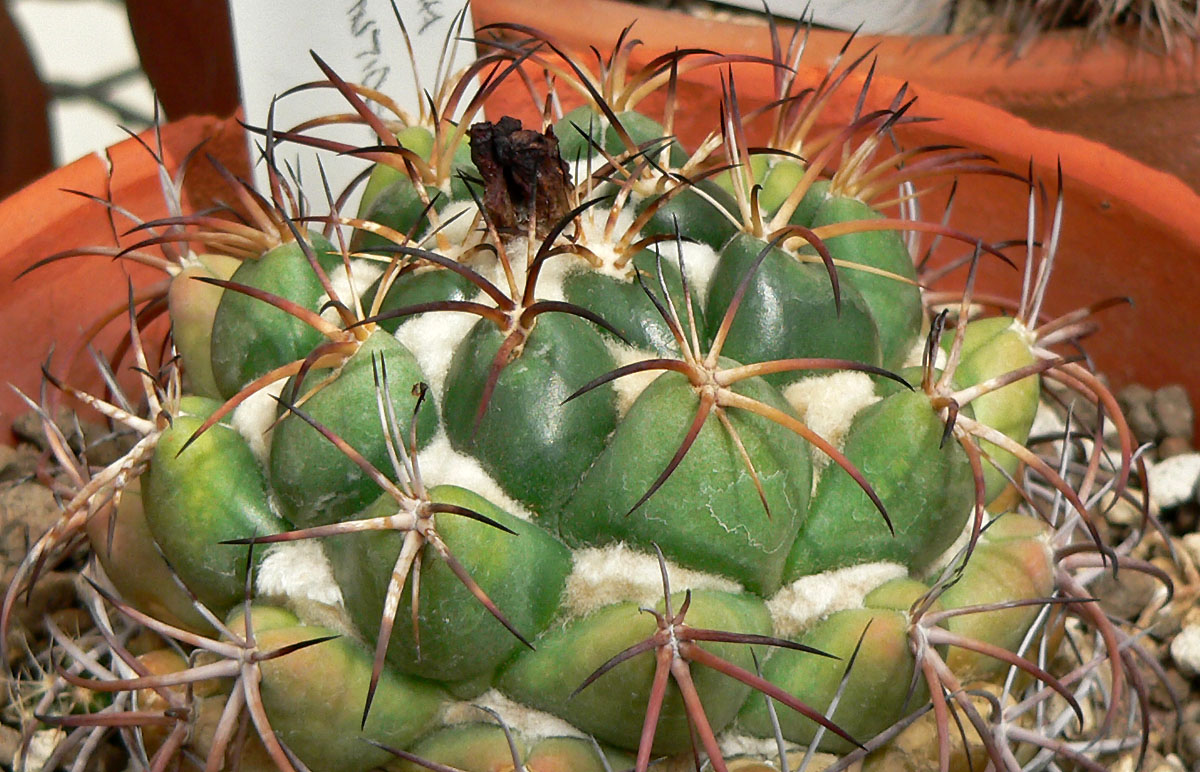